# Tom Taylor (Schauspieler)
Tom Taylor (* 16. Juli 2001 in Surrey, England) ist ein britischer Schauspieler.

## Leben
Seine erste Filmrolle erhielt Taylor 2012 als Jake Thompson im Film Broken Hearts. Im Jahr 2013 verließ Taylor eine Schauspielschule und erhielt Kontakt zu seinem Agenten. Es folgten Vorsprechen für die Fernsehserien Doctor Foster und The Last Kingdom, in der er in der ersten Folge die Rolle des jungen Uhtred übernahm. In Doctor Foster war Taylor im Jahr 2015 in zehn Folgen zu sehen und spielte darin den 11-jährigen Tom Foster, der der Star des Football-Teams seiner Schule ist. Im Film Der Dunkle Turm ist Taylor an der Seite von Idris Elba und Matthew McConaughey in der Rolle von Jake Chambers zu sehen, der durch ein Portal in eine Dimension mit dem Namen „Mittwelt“ gelangt.
Taylor lebt mit seiner Familie in Surrey, England.

## Filmografie (Auswahl)
- 2012: Broken Hearts
- 2015: Legends (Fernsehserie, 2 Folgen)
- 2015: The Last Kingdom (Fernsehserie, 1 Folge)
- 2015: Doctor Foster (Fernsehserie, 10 Folgen)
- 2017: Der Dunkle Turm (The Dark Tower)
- 2019: Wenn du König wärst (The Kid Who Would Be King)
- 2023: Die statistische Wahrscheinlichkeit von Liebe auf den ersten Blick (Love at First Sight)
- 2023: The Bay (Fernsehserie)
- 2024: House of the Dragon (Fernsehserie)